# Уитьюпан (муниципалитет)
Уитьюпа́н (исп. Huitiupán) — муниципалитет в Мексике, штат Чьяпас, с административным центром в одноимённом посёлке. Численность населения, по данным переписи 2020 года, составила 27 893 человека.

## Общие сведения
Название Huitiupán с языка науатль можно перевести как место большого храма.
Площадь муниципалитета равна 339,1 км², что составляет 0,5 % от площади штата, а наиболее высоко расположенное поселение Линдависта-лас-Ламинас, находится на высоте 1374 метра.
Он граничит с другими муниципалитетами Чьяпаса: на востоке с Сабанильей, на юге с Симоховелем, на западе с Пуэбло-Нуэво-Солистауаканом, на северо-западе с Аматаном, а на севере с другим штатом Мексики — Табаско.

## Учреждение и состав
Муниципалитет был образован в 1918 году, но в 1935 году в течение 2-х месяцев был под юрисдикцией муниципалитета Симоховель, по данным 2020 года в его состав входит 93 населённых пункта, самые крупные из которых:
| Код INEGI                  | Населённый пункт                                                                             | Численность населения (2005 год) | Численность населения (2010 год) | Численность населения (2020 год) |
| -------------------------- | -------------------------------------------------------------------------------------------- | -------------------------------- | -------------------------------- | -------------------------------- |
| 039                        | Всего                                                                                        | 20087                            | 22536                            | 27893                            |
| 0001                       | Уитьюпан (исп. Huitiupán) 17°10′24″ с. ш. 92°41′09″ з. д. (административный центр)           | 2420                             | 2857                             | 3508                             |
| 0095                       | Сакатональ-де-Хуарес (исп. Zacatonal de Juárez) 17°16′16″ с. ш. 92°47′58″ з. д.              | 1241                             | 1361                             | 1349                             |
| 0016                       | Ла-Компетенсия (исп. La Competencia) 17°14′14″ с. ш. 92°45′24″ з. д.                         | 1010                             | 1147                             | 1321                             |
| 0035                       | Хосе-Мария-Морелос-и-Павон (исп. José María Morelos y Pavón) 17°14′29″ с. ш. 92°42′10″ з. д. | 1003                             | 1143                             | 1321                             |
| 0085                       | Сомбра-Каррисаль (исп. Sombra Carrizal) 17°17′51″ с. ш. 92°44′49″ з. д.                      | 699                              | 911                              | 1133                             |
| 0033                       | Уаналь (исп. Huanal) 17°18′23″ с. ш. 92°43′24″ з. д.                                         | 724                              | 886                              | 1011                             |
| 0048                       | Эль-Окаталь (исп. El Ocotal) 17°12′02″ с. ш. 92°45′08″ з. д.                                 | 753                              | 753                              | 955                              |
| 0005                       | Эль-Асуфре (исп. El Azufre) 17°12′16″ с. ш. 92°38′44″ з. д.                                  | 707                              | 868                              | 880                              |
| —                          | Прочие                                                                                       | 11530                            | 12610                            | 16415                            |
| Названия на карте Генштаба |                                                                                              |                                  |                                  |                                  |

## Экономическая деятельность
По статистическим данным 2000 года, работоспособное население занято по секторам экономики в следующих пропорциях:
- сельское хозяйство, скотоводство и рыбная ловля — 86,7 %;
- промышленность и строительство — 3,5 %;
- торговля, сферы услуг и туризма — 8,3 %;
- безработные — 1,5 %.

### Сельское хозяйство
Основная выращиваемая культура — кофе, его сбор достигает около 3,3 тонн в год. В меньшей степени выращиваются кукуруза, бобы и фрукты.

### Животноводство
В муниципалитете содержится более 11 тысяч голов крупного рогатого скота с целью получения мяса, молока и сыров. Кроме того, разводятся лошади, свиньи и птицы.

### Лесное хозяйство
Производится заготовка древесины — испанский кедр и красное дерево.

### Горное дело
Существует несколько шахт по добыче янтаря.

## Инфраструктура
По статистическим данным 2020 года, инфраструктура развита следующим образом:
- электрификация: 98,7 %;
- водоснабжение: 29,7 %;
- водоотведение: 82 %.

## Туризм
Основные достопримечательности:
- церковь и здание мэрии, построенные в XVIII веке;
- природные пейзажи на реке Наюэм.